# Szulákfélék
A szulákfélék (Convolvulaceae) a burgonyavirágúak (Solanales) rendjének egy családja.

## Nemzetségek
A családba az alábbi nemzetségcsoportokat és nemzetségeket sorolják:
Aniseieae
- Aniseia Choisy
- Iseia O'Donell
- Odonellia K.R.Robertson
- Tetralocularia O'Donell

Cardiochlamyeae
- Cardiochlamys Oliv.
- Cordisepalum Verdc.
- Dinetus Buch.-Ham. ex Sweet
- Poranopsis Roberty
- Tridynamia Gagnep.

Convolvuleae
- Calystegia R.Br.
- szulák – Convolvulus L.
- Polymeria R.Br.

Cresseae
- Bonamia Thouars
- Cladostigma Radlk.
- Cressa L.
- Evolvulus L.
- Hildebrandtia Vatke
- Itzaea Standl. & Steyerm.
- Neuropeltis Wall.
- Neuropeltopsis Ooststr.
- Sabaudiella Chiov.
- Seddera Hochst.
- Stylisma Raf.
- Wilsonia R.Br.

Cuscuteae
- aranka – Cuscuta L.

Dichondreae
- Calycobolus Willd. ex Schult.
- pázsitszulák – Dichondra J.R.Forst. & G.Forst.
- Dipteropeltis Hallier f.
- Falkia Thunb.
- Metaporana N.E.Br.
- Nephrophyllum A.Rich.
- Porana Burm.f.
- Rapona Baill.

Erycibeae
- Ericybe Roxb.

Humbertieae
- Humbertia

Ipomoeeae
- Argyreia Lour.
- Astripomoea A.Meeuse
- Blinkworthia Choisy
- hajnalka – Ipomoea L.
- Lepistemon Blume
- Lepistemonopsis Dammer
- Paralepistemon Lejoly & Lisowski
- Rivea Choisy
- Stictocardia Hallier f.
- Turbina Raf.

Jacquemontieae
- Jacquemontia Choisy

Maripeae
- Dicranostyles Benth.
- Lysiostyles Benth.
- Maripa Aubl.

Merremieae
- Decalobanthus Ooststr.
- Hewittia Wight & Arn.
- Hyalocystis Hallier f.
- Merremia Dennst. ex Endl.
- Operculina Silva Manso
- Xenostegia D.F.Austin & Staples